# Autóstop

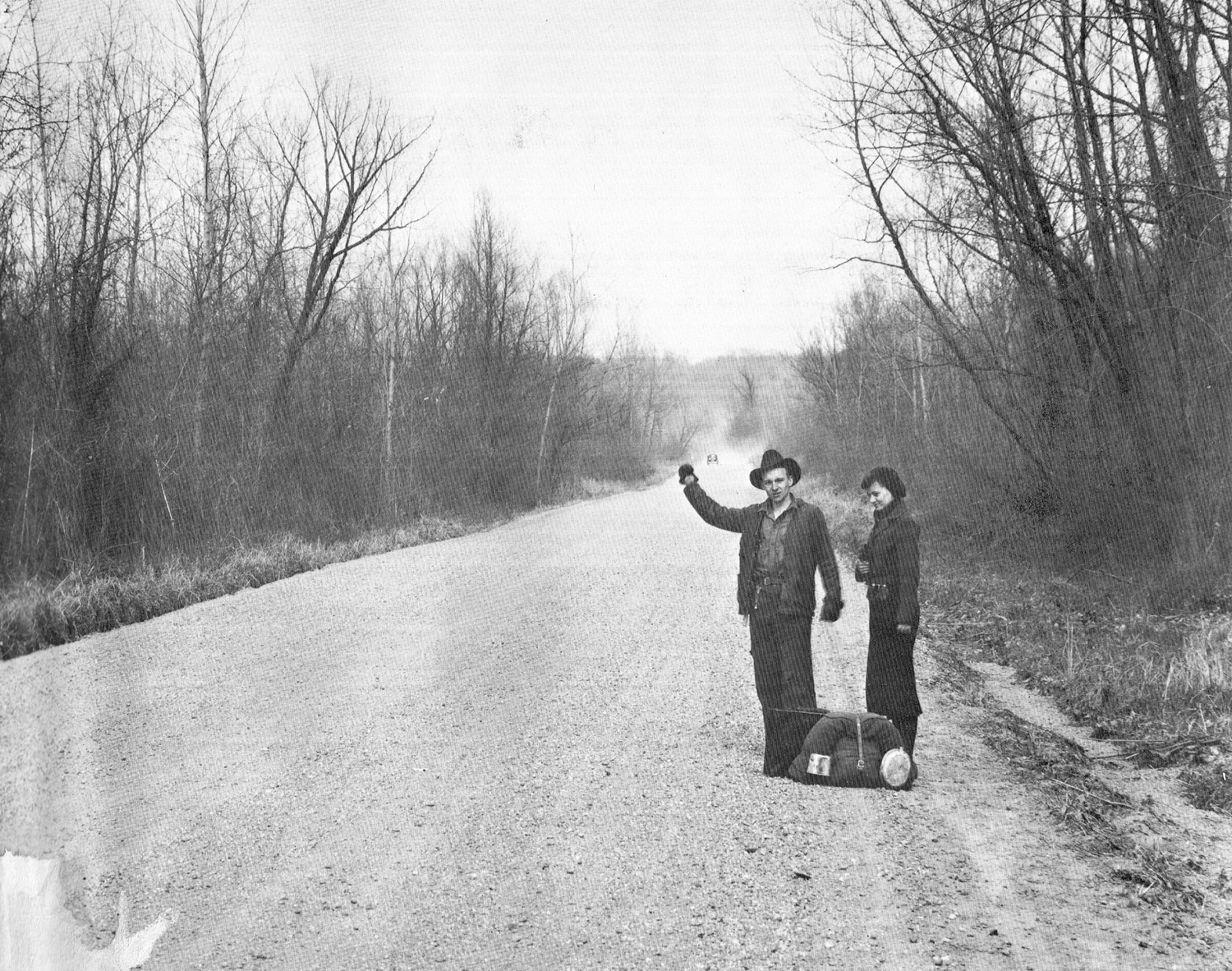
1936

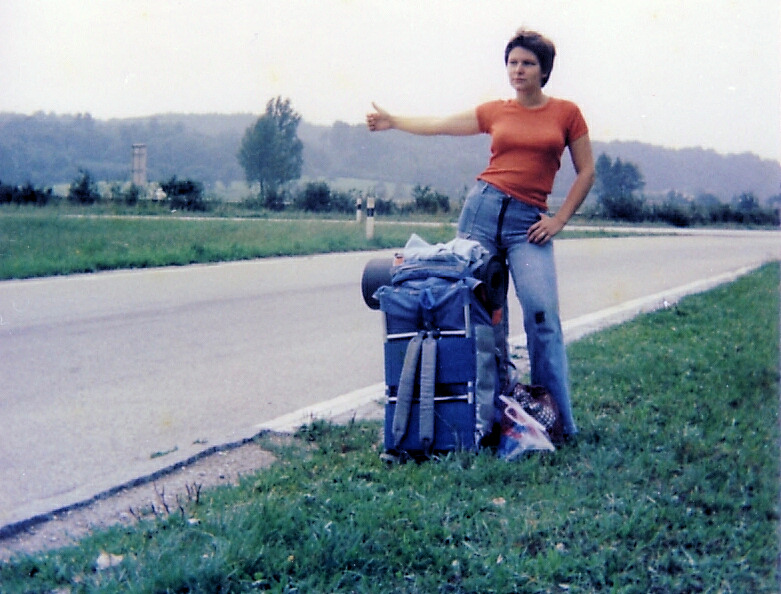
Stoppos Luxemburgban, 1977

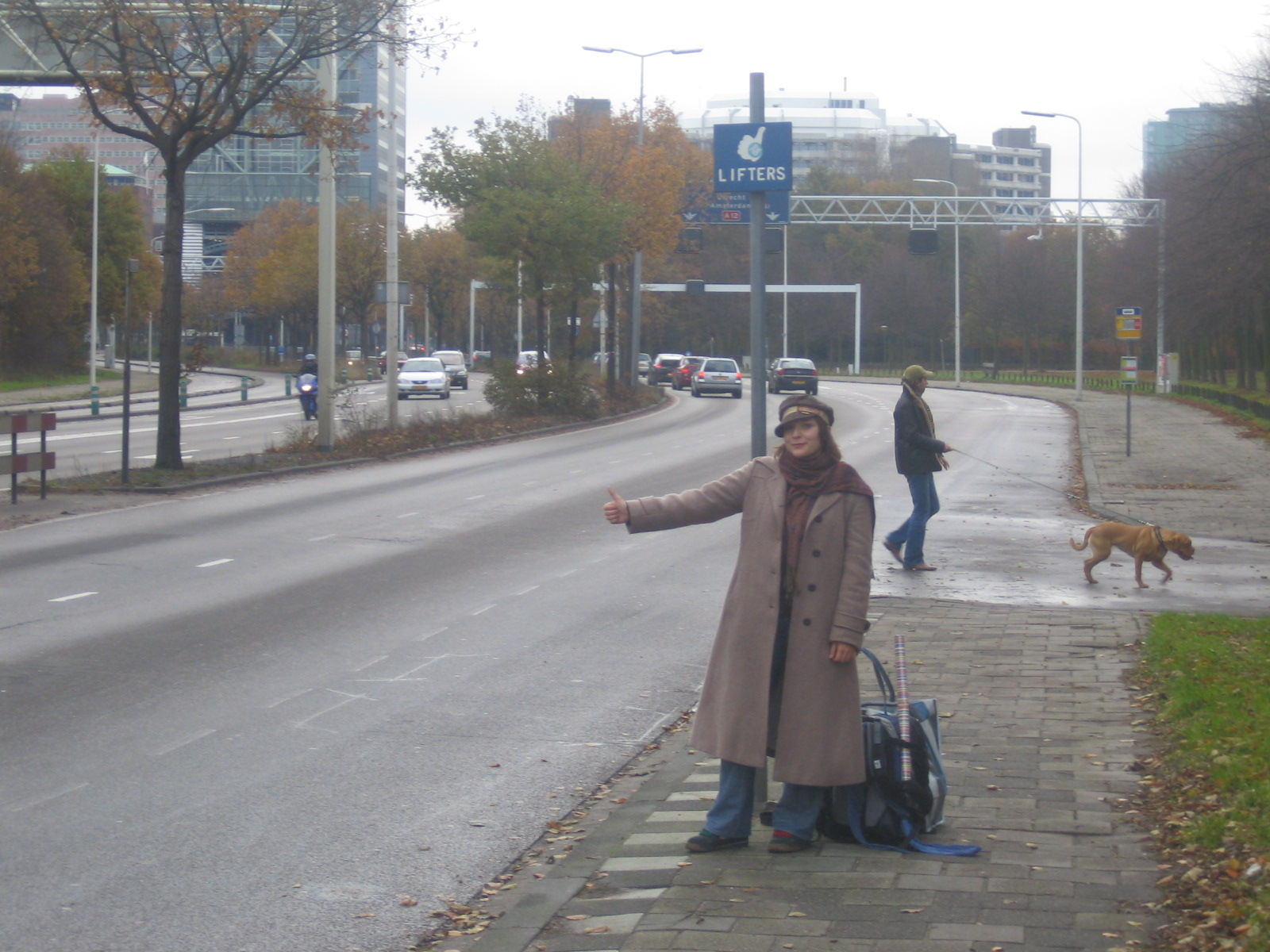
Autóstoppos Hágában, ahol kifejezetten stopposoknak vannak megállóhelyek

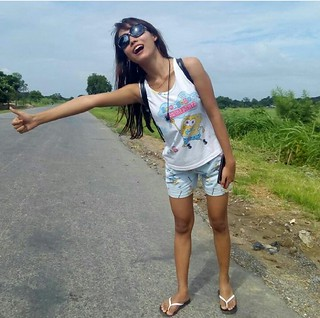

Az autóstop (népszerű nevén stop vagy telekocsi) közkedvelt utazási forma. 

## Lényege
Az autóstop többnyire ingyenes utazási lehetőség, amelyet gépkocsik vagy tehergépkocsik vezetői biztosítanak az őket megállítani igyekvő („leintő”) stopposoknak. A stoppolást, mint utazási formát különböző okokból választhatják: szükségből (lekésett a buszt, balesetet, elakadt vagy lerobbant tömegközlekedési eszköz, szűkös anyagi forrás stb.), környezeti hatások miatt (kihasználni a meglévő eszközöket, jobb, mint egy újat használatba állítani) vagy a kihívás miatt (váratlan utazás, új emberekkel találkozás). 
Romániában viszont a helyi szokásjog szerint fizetnek a stopposok. Ha elvisz valaki, illik megkérdezni, mennyivel tartozunk.

## Közlekedési szabályok
Stoppolni tilos bizonyos területeken, például börtönök közelében. Bizonyos országokban veszélyesnek tartják a stoppolást, ezért tiltják. Bizonyos államokban csak az autópályákon tilos, de a felvezető szakasznál nem.

## Híres stopposok
- Jack Kerouac író, aki az Úton című könyvében meg is írta élményeit.
- Allen Ginsberg akinek Nagyáruház Kaliforniában c. verseskötete (1973) számos stoppos élményt megörökít.
- Kinga Choszcz, aki barátjával, Chopinnal világ körüli utazást tett autóstoppal.

## További autóstoppos utazások
- Gerhard Holtz-Baumert: Autóstoppal a tengerekhez, 1980
- Kenneth Means-Varga Péter: Autóstoppal a Föld körül, National Geographic, 2010
- Zsidó Ferenc: Autóstoppal Európába(n), 2007

## Az autóstopról szóló dalok
- Bródy János: Földvár felé
- The Rolling Stones: Hitch hike
- Vanity Fare: Hitchin' a ride
- Marvin Gaye: Hitch Hike

### Stoppolás egyes országokban
- autostopp.net Magyarország
- Autóstoppal Amerikában
- Fare l'autostop in Italia – Hitchhiking in Italy
- Legendary Rob's Hitchhiker's Guide to North America
- Stopar.sk Hitchhiking in easter europe, mainly in Slovakia.
- The Vanishing Hitchhiker urban legend
- Hitchhiking in the Netherlands
- Website of the Vilnius Hitch-Hiking Club
- Archive of the main hitch-hiking mailing list Archiválva 2006. augusztus 21-i dátummal a Wayback Machine-ben
- Website of the Dutch Hitchhiking club BOC, based in Utrecht, founded in 2005
- Autostop Argentina, Website of Argentinean Hitch hiking Community Archiválva 2022. március 28-i dátummal a Wayback Machine-ben
- Autóstop Romaniában

### Történetek az autóstopról
- Stoppolás: Hogyan? Hol?
- Round the World Hitch hiking trip, by Juan Villarino. Articles. Photos.
- Tomthumb.org – Hitchhiking from England to India Archiválva 2006. augusztus 25-i dátummal a Wayback Machine-ben Free, full-length book
- hitchhiking India and other asian countries